# 翁長芬
翁長芬（？—？），江蘇江寧府江寧縣籍，蘇州府吳縣洞庭東山人，清朝政治人物。

## 生平
光緒二十九年（1903年）癸卯補行辛丑壬寅恩正併科三甲第七十五名進士。同年閏五月，著交吏部掣籤分發各省，以永嘉縣知縣即用。